# 特瑟克角
特瑟克角（英語：Tussock Island），是南極洲的海岬，位於南喬治亞群島，處於安年科夫島西部，長0.4公里，由英國研究隊命名，該海岬由英國海外領土管轄。